# Українська світова кооперативна рада
Українська світова кооперативна рада (УСКР) (англ. World Council of Ukrainian Cooperatives) — організація, створена 1973 року українськими кооператорами Канади, США, Австралії, Аргентини й Англії під час II світового конгресу вільних українців (СКВУ).

## Члени
- Національна асоціація кредитних спілок України
- Всеукраїнська асоціація кредитних спілок
- Централя українських кооперативів Америки
- Українська кооперативна рада Канади
- Рада українських кооператив Австралії

## Екзекутивний комітет УСКР
- Ігор Ляшок — Голова
- Ольга Заверуха-Свинтух — Заступник Голови
- Петро Козинець — Секретар
- Богдан Ватраль — Скарбник

## Голови
Українську Світову Кооперативну Раду очолювали:
- Василь Ситник (Канада) (1973—1978)
- Омелян Плешкевич (США) (1978—1993)
- Дмитро Григорчук (США) (1993—1998)
- Богдан Лещишин (Канада) (1998—2003)
- Ярослав Скрипник (Канада) (2003—2004)
- Богдан Кекіш (США) (2004—2008)
- Ігор Ляшок (США) (2008-)